# Cerbera dumicola
Cerbera dumicola är en oleanderväxtart som beskrevs av P.I. Forster. Cerbera dumicola ingår i släktet Cerbera och familjen oleanderväxter. Inga underarter finns listade i Catalogue of Life.